# Salvator merianae
Salvator merianae е вид влечуго от семейство Камшикоопашати гущери (Teiidae). Видът не е застрашен от изчезване.

## Разпространение
Разпространен е в Аржентина, Боливия, Бразилия (Амазонас, Гояс, Мараняо, Мато Гросо, Пара, Пернамбуко, Рио Гранди до Сул и Фернандо ди Нороня) и Парагвай.

## Описание
Популацията на вида е стабилна.